# Wiloatma caprilesi
Wiloatma caprilesi är en insektsart som beskrevs av Webb 1983. Wiloatma caprilesi ingår i släktet Wiloatma och familjen dvärgstritar. Inga underarter finns listade i Catalogue of Life.